# Les Tambours de la pluie
Les Tambours de la pluie est une œuvre écrite en albanais par Ismail Kadare, publiée en 1970 sous le titre Kështjella (La Citadelle). La traduction française est parue en 1985.

## Le récit
Siège d’une citadelle albanaise par les Turcs au XVe siècle. Le sort du commandant en chef, Tursun Pacha, est lié à l’issue du combat. Il tente tout ce qui est en son pouvoir, mais en vain : bombardement, privation d’eau, souterrain, peste. Skanderbeg, le chef des armées albanaises, organise la résistance depuis l’extérieur et attaque de nuit le campement des assaillants lorsqu’ils sont affaiblis.

## Structure
Le livre est construit sur une alternance entre longs chapitres sur les assaillants et leur épuisement progressif et courts chapitres en italique du point de vue des assiégés (à la première personne du pluriel et du singulier).

## Éclairage historique
L’Albanie constituait le dernier rempart face à l’envahisseur ottoman pour l’Europe occidentale. Bien qu’on l’admirât, elle ne reçut aucune aide significative. Elle finira par tomber sous le joug ottoman et n’en sera libérée qu’en novembre 1912.
La thématique du roman, la résistance du faible confronté à un envahisseur puissant entre en résonance avec le contexte politique de l'Albanie des années 1960 marquées par le choix autarcique d'une voie nationale de construction du socialisme et la dénonciation des superpuissances.